# 北京环城铁路

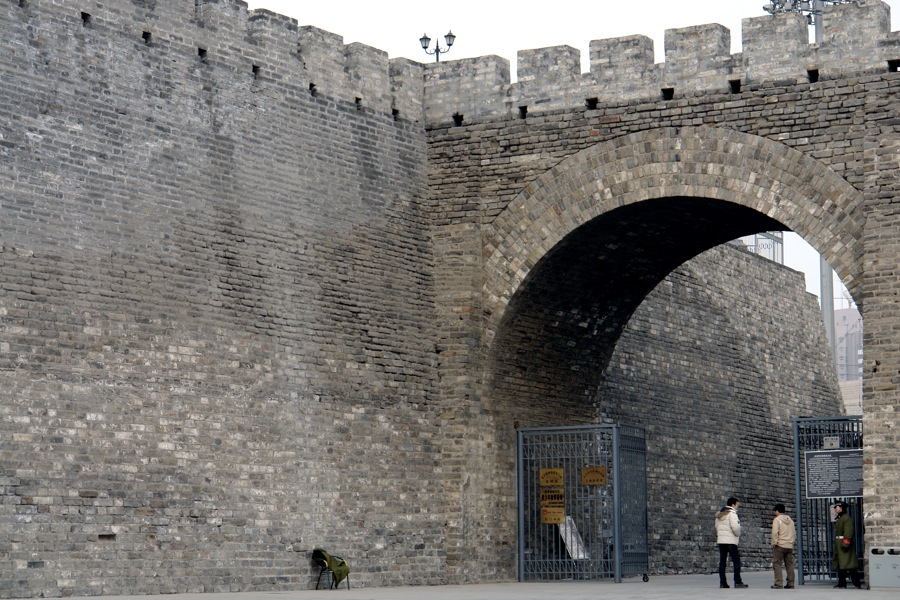
中华民国初年，1915年修建京师环城铁路，拆断了北京内城东南角楼附近的城墙和敌台。这是当年京师环城铁路穿过内城南城墙处的券洞，位于内城东南角楼以西，东便门站原址北侧，现地处北京明城墙遗址公园内。

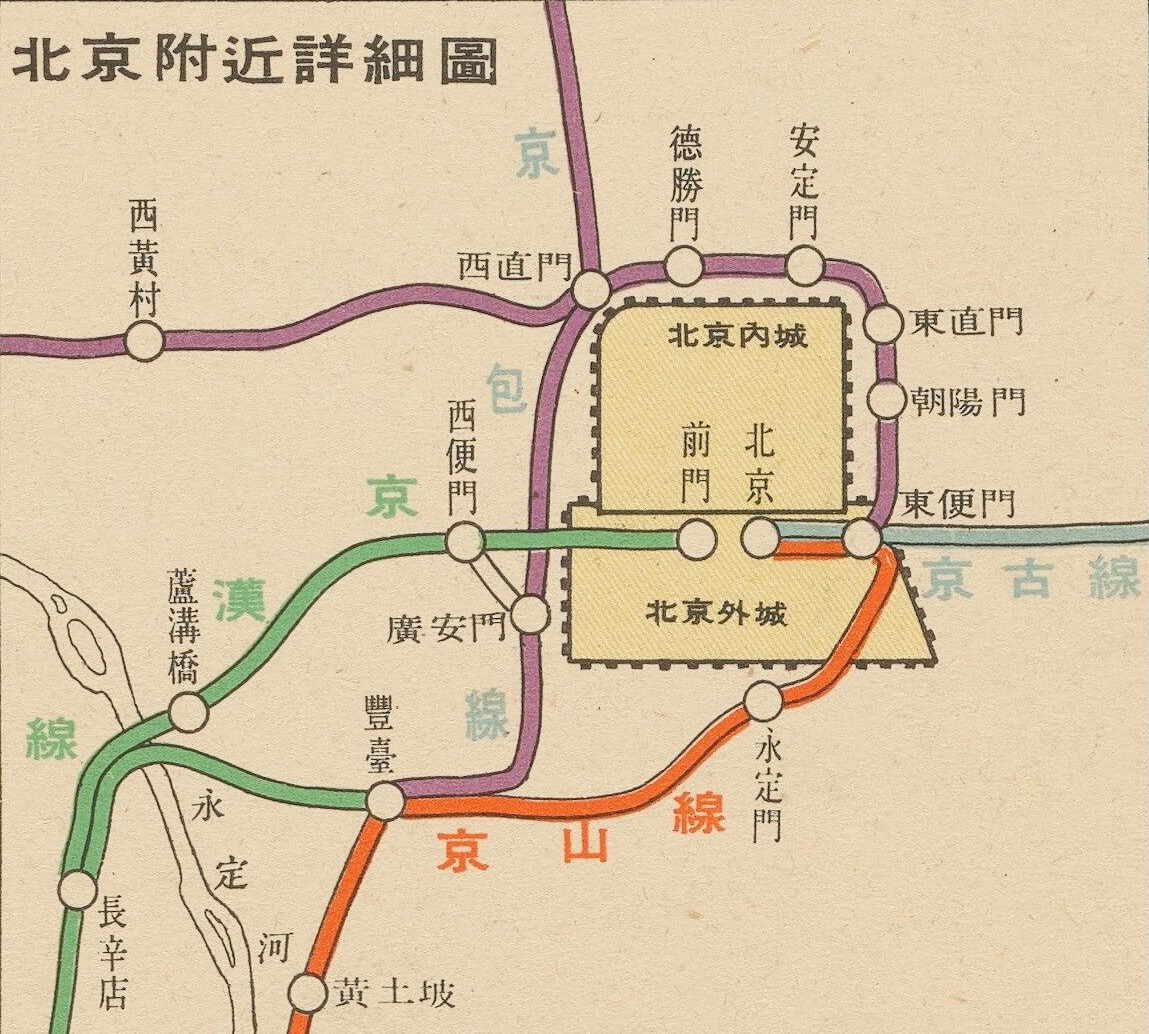
1938年华北交通北京附近铁路详图中的北京环城铁路

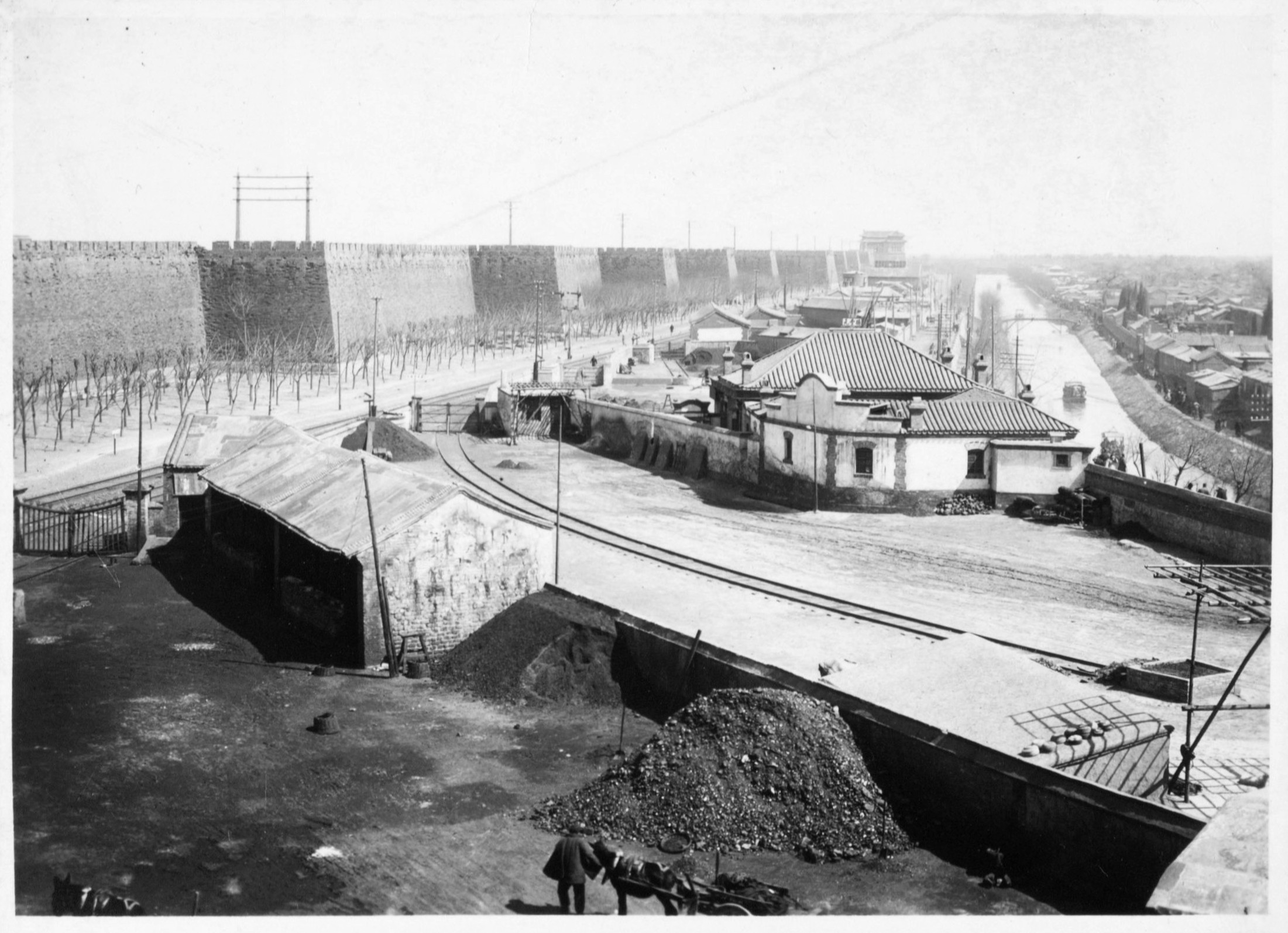
1930年代北平哈德門外线路

北京环城铁路，是环绕北京内城北侧及东侧的铁路，1916年投入使用，1971年全部拆除。

## 简介
中华民国初年，北京已有京张铁路（与张绥铁路合并后改为京绥铁路）、京奉铁路、京汉铁路，在北京正阳门、广安门、西直门等处已有正阳门东站、正阳门西站、广安门站、西直门站等车站。
1914年初，北洋政府认为北京需建设一条环城交通线，以解决粮食及煤炭的运输问题。交通部随即决定由京张铁路局负责这条铁路的设计及修筑工作。由京张铁路局牵头筹款并派工程司柴俊畴等人率人在北京内城城墙沿线勘测设计，1914年9月完成勘测。这条“官款官办”的环城铁路自京绥铁路的起点西直门站出发，沿北京内城城墙外与护城河之间的“官荒地”修建，“官荒地”上除草木外并无农田和房屋，铁路顺着城墙经德胜门、安定门、东直门、朝阳门到东便门站与京奉铁路接轨后，向西经崇文门到正阳门东站。
1915年4月28日，京张铁路局的环城铁路办事处在京张铁路西直门站成立，京张铁路局副总工程司陈西林负责工程建设。1915年6月16日，“京师环城铁路”工程全面开工。沿线经过的各城门瓮城城墙全部拆除，仅保留箭楼及部分经整修的城墙。1916年1月1日，京师环城铁路全线建成通车。铁路全长13.2公里，采用1435毫米标准轨距。初期设4个车站（德胜门站、安定门站、东直门站、朝阳门站），并在这4个车站建有货场、平交道口。岔道线总长度13.5公里。1916年3月，京绥铁路旅客列车也从西直门站改在正阳门东站发车。
环城铁路建成后，促进了北京的物资流通，正阳门东站货场的货位严重不足。京绥铁路局乃同京汉铁路局商议，建设一条从京绥铁路广安门站到京汉铁路西便门站的铁路联络线，该联络线自广安门站北引出，至西便门站西接轨，再由京绥铁路局在西便门站至西直门站间修建北段联络线，历时3年，1919年8月联络线建成通车。该联络线弥补了北京环城铁路位于北京城北部及东部并沟通京绥铁路和京奉铁路，而西部的京绥铁路和京汉铁路之间缺乏联络线的问题，和北京环城铁路相得益彰。
中华人民共和国成立后，首都北京市区交通流量加大，环城铁路与公路的平交道口常发生拥堵。1954年7月，北京铁路管理局根据北京市人民政府的城市建设总体规划,计划封闭环城铁路的德胜门站、安定门站、东直门站、朝阳门站，以减少环城铁路对北京城市交通的影响。
1958年起，改建北京环城铁路，拆除了西直门站经德胜门站、安定门站、东直门站到朝阳门站的铁路。1959年北京站建成后，朝阳门站至东便门站间的铁路拆除。到1971年8月，北京环城铁路被全部拆除。同年走向与北京环城铁路大致重合的北京地铁2号线（当时称北京地铁二期工程）开工，1984年9月20日通车。